# Otto Holub
Otto Holub (* 5. Oktober 1928 in Pokratitz bei Leitmeritz, Tschechoslowakei; † 30. März 1977 in Ost-Berlin) war ein deutscher Fernsehregisseur und Drehbuchautor. Er gilt als einer der ersten Fernsehregisseure der DDR.

## Leben und Wirken
Zwei der ersten öffentlichen Arbeiten von Holub war die Produktion Der Glücklichste auf Erden, bei der er im Alter von 25 Jahren 1953 Regie führte, und das 20-minütige Fernsehspiel Der Hessische Landbote mit Eduard von Winterstein nach Georg Büchner. Letztere Auszeichnung musste aufgrund der großen Beliebtheit bis zu achtmal wiederholt werden. 
Größere Bekanntheit erlangte er ab 1961, nachdem er als bisheriger SED-Parteisekretär in das Produktionsteam der DDR-Fernsehreihe Blaulicht berufen wurde. Bei der 1962 ausgestrahlten 16. Folge Bitte um mildernde Umstände führte er erstmals für diese Serie Regie. Dieser Folge folgten weitere neun Blaulicht-Folgen. 1976 und 1977 schrieb Holub auch das Drehbuch für zwei Folgen von Polizeiruf 110.
Besonders erfolgreich entwickelte sich seine Zusammenarbeit mit Agnes Kraus, für die er bis zu seinem frühen Tod mehrere Drehbücher auf den Leib schrieb und Regie führte. Dazu zählte 1975 der TV-Film Schwester Agnes, dem 1977 die Viechereien folgte. Die filmische Umsetzung seines Drehbuches für die Fortsetzung Oh, diese Tante erlebte Holub bereits nicht mehr, da er 1977 in Berlin im Alter von 48 Jahren starb.

## Filmographie
- 1975: Schwester Agnes (Drehbuch und Regie)
- 1976: Polizeiruf 110: Schwarze Ladung (Drehbuch und Regie)
- 1977: Viechereien (Drehbuch und Regie)
- 1977: Polizeiruf 110: Vermißt wird Peter Schnok (Drehbuch und Regie)
- 1978: Oh, diese Tante (Drehbuch)

## Schriften
- Schöne aufregende Jahre im Fernsehen. Theorie und Praxis. In: Diskussionsmaterial. 85 (1977), S. 20–32.